# Witold Cieśliński
Witold Cieśliński (ur. 11 października 1891 w maj. Grochów, zm. 13 kwietnia 1968 w Polanicy-Zdroju) – pułkownik dyplomowany kawalerii Wojska Polskiego, działacz niepodległościowy, kawaler Orderu Virtuti Militari.

## Życiorys
Urodził się 11 października 1891 w majątku Grochów, w rodzinie Aleksandra (zm. 1928), urzędnika i Zofii z domu Bury. W 1910 ukończył naukę w szkole realnej w Białymstoku, zdał maturę i rozpoczął studia na Wydziale Melioracyjnym Dońskiego Instytutu Politechnicznego w Nowoczerkasku. Po roku przeniósł się na Wydział Budowlany Politechniki Warszawskiej.
We wrześniu 1914 został powołany do armii rosyjskiej i wcielony do 7 baterii 4 dywizjonu artylerii konnej 4 Dywizji Kawalerii jako wolontariusz. Wziął udział w walkach z Niemcami, a następnie skierowany do Elizawetgradziej Szkoły Kawalerii. 1 czerwca 1915, po ukończeniu szkoły, został mianowany chorążym i wcielony do 8 wozniesieńskiego pułku ułanów. Od marca 1916 w szeregach tego pułku walczył na froncie. 1 grudnia 1916 został mianowany kornetem ze starszeństwem z 7 marca 1916.
17 grudnia 1917 w Bessarabii wstąpił do dywizjonu kawalerii podpułkownika Stefana Grabowskiego, późniejszego 6 pułku ułanów. Początkowo dowodził plutonem, a od lutego 1918 drugim szwadronem. Na czele 2. szwadronu walczył przeciwko Niemcom w bitwie pod Kaniowem (11 maja 1918). Po kapitulacji II Korpusu Polskiego w Rosji ukrywał się w Ukrainie. 11 stycznia 1919 w Odessie wstąpił do dywizjonu jazdy majora Konstanty Plisowskiego, który później stał się częścią tradycji 6 pułku ułanów. Na czele 2. szwadronu wziął udział we wszystkich walkach 4 Dywizji Strzelców Polskich oraz wojnie z Ukraińcami i wojnie z bolszewikami. 27 sierpnia 1920 został zatwierdzony z dniem 1 kwietnia 1920 w stopniu rotmistrza, w kawalerii, w grupie oficerów byłych Korpusów Wschodnich i byłej armii rosyjskiej. 
Wyróżnił się 23 września 1920 w bitwie pod Zasławiem. Następnego dnia dowódca pułku, ppłk. Stefan Grabowski sporządził wniosek na odznaczenie rotmistrza Cieślińskiego orderem „Virtuti Militari”, w którym napisał: w szarży pod Zasławiem dnia 23 września 1920 jako dowódca 2. szwadronu przedarł się przez trzy linie piechoty nieprzyjacielskiej, zabierając około 280 jeńców oraz 8 karabinów maszynowych. Wysunąwszy się naprzód został otoczony przez kilku bolszewików, trzech kładąc trupem na miejscu, zaś reszta uciekła w popłochu.
Po zakończeniu działań wojennych pozostał w wojsku jako oficer zawodowy i kontynuował służbę w 6 pułku ułanów. 3 maja 1922 został zweryfikowany w stopniu rotmistrza ze starszeństwem od 1 czerwca 1919 i 87. lokatą w korpusie oficerów jazdy (od 1924 – kawalerii). W 1923 został powołany na kurs dowódców szwadronów w Centralnej Szkole Kawalerii w Grudziądzu, a po jego ukończeniu wrócił do macierzystego pułku na stanowisko dowódcy szwadronu ckm. 1 grudnia 1924 prezydent RP nadał mu stopień majora z dniem 15 sierpnia 1924 i 20. lokatą w korpusie oficerów kawalerii. 5 lutego 1925 został przydzielony do Centralnej Szkoły Kawalerii na stanowisko instruktora wyszkolenia wojskowego. W 1926 ukończył kurs łączności w Zegrzu i został przesunięty szkole na stanowisko wykładowcy łączności.
Z dniem 2 listopada 1928, po „złożeniu egzaminów wstępnych z dobrym postępem i odbyciu przepisanego stażu liniowego”, został przeniesiony służbowo do Wyższej Szkoły Wojennej w Warszawie, w charakterze słuchacza Kursu 1928–1930. Z dniem 1 listopada 1930, po ukończeniu kursu i otrzymaniu dyplomu naukowego oficera dyplomowanego, został przeniesiony do Brygady Kawalerii „Baranowicze” na stanowisko szefa sztabu. W lutym 1932 został przeniesiony do 6 pułku strzelców konnych w Żółkwi na stanowisko zastępcy dowódcy pułku. 17 stycznia 1933 prezydent RP nadał mu z dniem 1 stycznia 1933 stopień podpułkownika w korpusie oficerów kawalerii i 1. lokatą. W maju 1936 został przeniesiony do 2 pułku ułanów w Suwałkach na stanowisko dowódcy pułku. W marcu 1937 objął dowództwo 10 pułk strzelców konnych w Łańcucie i przeformował go w jednostkę zmotoryzowaną. W październiku i listopadzie 1938 na czele pułku wziął udział w akcji zaolziańskiej. Na stopień pułkownika został awansowany ze starszeństwem z 19 marca 1939 i 4. lokatą w korpusie oficerów kawalerii. W sierpniu tego roku został zastępcą szefa Departamentu Kawalerii Ministerstwa Spraw Wojskowych w Warszawie.
18 września 1939 pod Żurawnem dowodząc improwizowanym oddziałem, stoczył ciężki całodzienny bój, którym otworzył drogę do granicy polsko-węgierskiej. 20 września na Przełęczy Tatarskiej przekroczył granicę RP i został internowany na terytorium Królestwa Węgier. Początkowo pełnił funkcję starszego obozu w Hidasnémeti. W kwietniu 1940 z powodu choroby zrezygnował z tego stanowiska. Od 20 maja do 3 listopada 1944 pełnił funkcję przedstawiciela żołnierzy Wojska Polskiego internowanych na Węgrzech. 31 grudnia tego roku został przekazany niemieckim władzom wojskowym jako jeniec wojenny. W końcu stycznia 1945 został uwięziony w obozie Genshagen. Po uwolnieniu wrócił do Polski.
Po zakończeniu wojny wrócił do kraju. Zmarł 13 kwietnia 1968 w Polanicy-Zdroju i został pochowany na tamtejszym cmentarzu komunalnym.
Był żonaty z Ludmiłą Wandą (1906–1981), z którą miał syna Waldemara (ur. 1921) oraz córki Irenę, ps. Myszka (1922–2010) zamężną z Zygmuntem Skrzpcem i Jolantę (ur. 1940).

## Ordery i odznaczenia
- Krzyż Srebrny Orderu Wojskowego Virtuti Militari nr 45[1][35] – 1921[36]
- Krzyż Niepodległości – 15 kwietnia 1932 „za pracę w dziele odzyskania niepodległości”[37][38]
- Krzyż Walecznych dwukrotnie[39][40]
- Złoty Krzyż Zasługi – 18 lutego 1939 „za zasługi w służbie wojskowej”[41]
- Srebrny Krzyż Zasługi[16]
- Medal Pamiątkowy za Wojnę 1918–1921[1]
- Medal Dziesięciolecia Odzyskanej Niepodległości[1]
- Medal Zwycięstwa[42][39]